# Ireneusz Jan Kamiński
Ireneusz Jan Kamiński (ur. 20 października 1937 w Ciechocinku, zm. 26 stycznia 2025) – polski historyk sztuki i publicysta, związany z pismem Kamena i Uniwersytetem Marii Curie-Skłodowskiej w Lublinie.

## Życiorys
W 1966 ukończył studia z zakresu historii sztuki na Katolickim Uniwersytecie Lubelskim, od 1966 był publicystą, następnie kierownikiem działu publicystki dwutygodnika Kamena, po przekształceniu pisma w kwartalnik w 1989 jego redaktorem naczelnym (do zamknięcia w 1993). Równocześnie od 1976 pracował na Uniwersytecie Marii Curie-Skłodowskiej w Lublinie, gdzie w latach 2003–2007 kierował Zakładem Historii Sztuki. W 1992 obronił na Uniwersytecie Gdańskim pracę doktorską Zenon Kononowicz (1903-1971) – artysta malarz i jego epoka napisaną pod kierunkiem Zygmunta Mańkowskiego, w 2001 habilitował się na UMCS podstawie pracy Życie artystyczne w Lublinie 1901-1926.
Był członkiem Stowarzyszenia Dziennikarzy Polskich (1967–1982), Stowarzyszenia Dziennikarzy PRL (1982–1990) i Stowarzyszenia Dziennikarzy Rzeczypospolitej Polskiej (od 1990). Od 1982 był członkiem Stowarzyszenia Autorów Polskich i pierwszym prezesem Oddziału Lubelskiego SAP.
Został odznaczony Srebrnym (1978) i Złotym (1983) Krzyżem Zasługi, a także Medalem 40-lecia Polski Ludowej (1984) i Medalem Komisji Edukacji Narodowej (1998).

## Publikacje
- Sztuki w labiryncie (1976)
- Gorące dni kultury 1944–1948 (1978)
- Konie rubinowe (1982)
- Kazimierz nad Wisłą. Miasto i ludzie (1983)
- Okolice sztuki (1983)
- Gorące malarstwo Kononowicza (1984)
- Kwiat na ruinie (1984)
- Trudny romans z awangardą (1989)
- Sztuki piękne i żenujące (1991)
- Życie artystyczne w Lublinie 1901-1926 (2000)